# Скортум
«Скортум» — фільм 2011 року.

## Зміст
Стосунки двох людей ніколи не бувають простими. Особливо, якщо вони ускладнені їхніми професіями. Прийнято вважати, що професія або заняття накладають певний відбиток, маску на особистість людини. Він — священик, вона — повія. Та, за своєю суттю, він — чоловік, а вона — жінка. Просто і складно. Короткометражний фільм «Скортум» — розповідь одного священика про критичний період його життя, про сплетення в тугий вузол гріха і щастя, які так і не розплутуються.